# Île Bizard
Het Île Bizard is een van de grotere eilanden van de Hochelaga-archipel in het zuidwesten van de Canadese provincie Québec. Het eiland is gelegen in de rivierdelta van de monding van de Ottawa in de Saint Lawrence en is een gedeelte van het zuidwestelijk deel van de stad Montréal. Het eiland grenst aan het Lac des Deux Montagnes en wordt omgeven door de armen van de Rivière des Prairies die het scheiden van de aangrenzende eilanden Île de Montréal en Île Jésus.
Het eiland met een oppervlakte van 22,77 km² is bestuurlijk onderdeel van Montréal, meer specifiek van het arrondissement L'Île-Bizard–Sainte-Geneviève. In 2011 telde het eiland 14.647 inwoners.
Het eiland bevat meerdere golfclubs waaronder ook het terrein van de Royal Montreal Golf Club, naast de Golf Saint-Raphael en de Elm Ridge Country Club.